# 千島海溝巨大地震

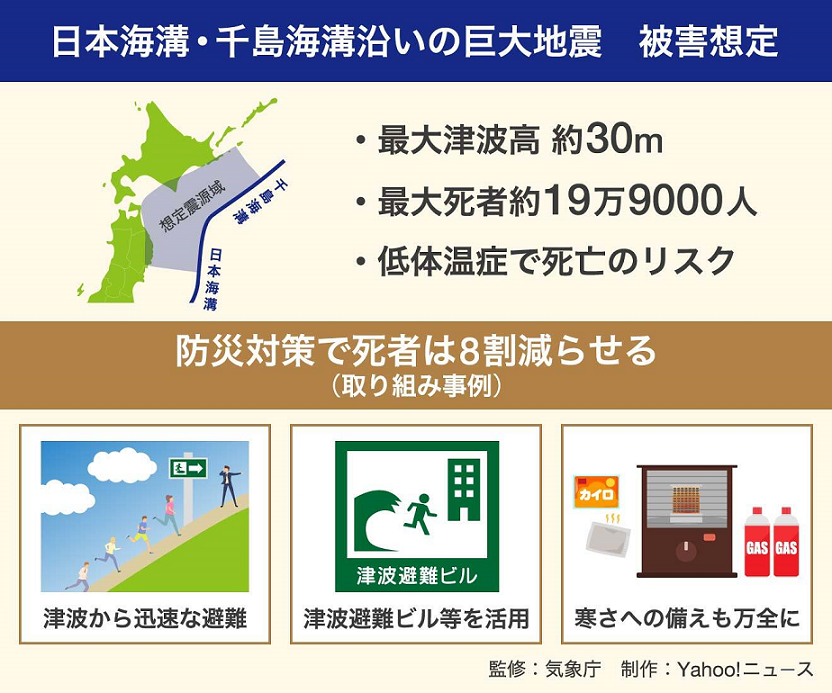
日本海溝・千島海溝周辺海溝型地震の被害想定

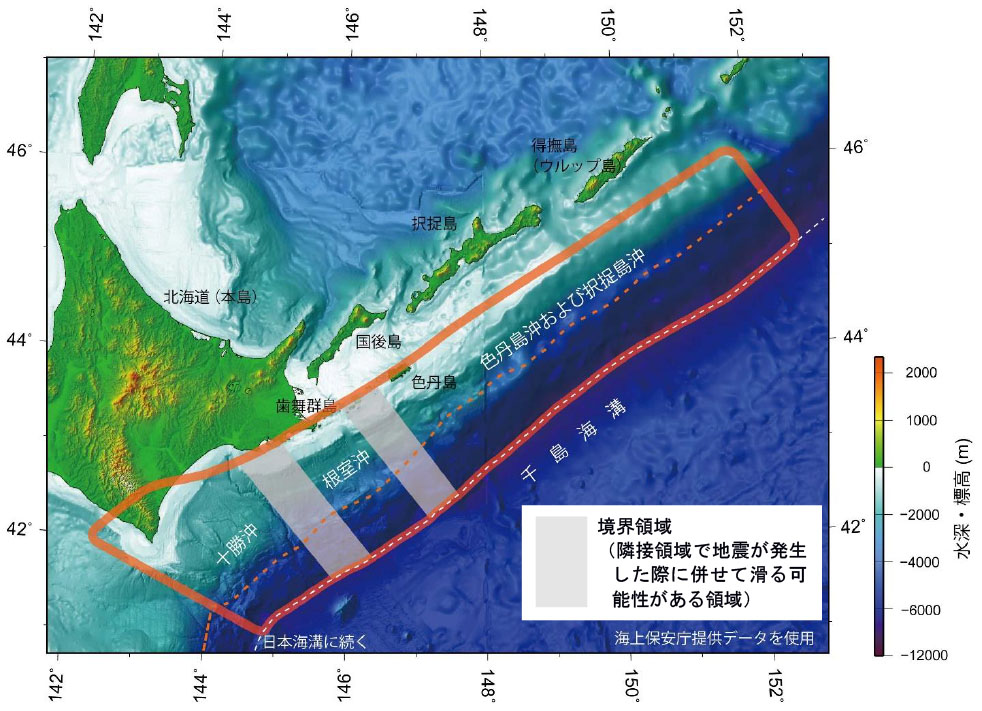
千島海溝沿いの地震の震源域の区分

千島海溝巨大地震（ちしまかいこうきょだいじしん）とは、太平洋プレートと北アメリカプレートの境界にある沈み込み帯である、千島・カムチャツカ海溝沖が震源域とされる釧路沖地震・十勝沖地震・根室半島沖地震の連動型地震と予想されている巨大地震。同海溝はカムチャツカ半島中部沖まで続いており、カムチャツカ半島沖でも巨大地震・超巨大地震が周期的に発生してきたが、それらはカムチャツカ地震等と呼ばれる。また、中間部でも巨大地震である千島列島沖地震が発生している。
本項では日本国政府や地方自治体等の対応も解説する。
正式名（気象庁）日本海溝・千島海溝周辺海溝型地震（にほんかいこう・ちしまかいこうしゅうへんかいこうがたじしん）内閣府に設置された、「日本海溝・千島海溝沿いの巨大地震モデル検討会」からの呼称である。

## 概要
千島海溝周辺では古来よりマグニチュード7から8を超える巨大地震や津波地震が発生し被害を及ぼしてきた。
これまでに1843年天保十勝沖地震、1894年十勝沖地震、1915年十勝沖地震、1938年弟子屈地震、1952年十勝沖地震、1959年弟子屈地震、1967年弟子屈地震、1968年十勝沖地震、1973年根室半島沖地震、1993年釧路沖地震、1994年北海道東方沖地震、2000年根室半島沖地震、2003年十勝沖地震、2004年根室半島沖地震、2008年十勝沖地震と、約10年を周期に巨大地震が発生している。また、択捉島沖など、千島・クリル列島沖でも地震が発生している。また、択捉島沖では深発地震が多い。
また、このような地震には後発地震が発生することが多くある。1963年に千島海溝を震源とする択捉島沖地震が発生した。この地震はM7.0の地震が前震であり、約18時間後に千島海溝を震源とする択捉島沖でM8.5の巨大地震が発生した。
また、北海道大学の平川一臣教授によると、1600年代に発生したとみられている慶長三陸地震(M8.1)の津波堆積物が色丹島から三陸南部までの1500kmの範囲に及ぶことから、慶長三陸地震推定域であった三陸沖よりも北である北海道東沖から千島列島南部沖で発生した地殻変動が周辺の震源域と連動して発展したマグニチュード9クラスの規模の地震の可能性が高いと推定している。
日本国政府では過去に発生が確認されている地震を参考に新たに起きるであろう地震を想定して、2006年（平成18年）3月に内閣府中央防災会議が「日本海溝・千島海溝周辺海溝型地震防災対策推進基本計画」を策定した。しかし、2011年（平成23年）3月11日に想定を越えた M9.0の東北地方太平洋沖地震（東日本大震災）が発生。この地震の教訓を踏まえ、内閣府中央防災会議は同年9月に「東北地方太平洋沖地震を教訓とした地震・津波対策に関する専門調査会」を立ち上げ、今後はあらゆる可能性を考えた最大クラスの地震・津波を検討するべきとの提言がされたことを受け、避難を中心とした総合的な津波対策することになった。

## 過去の被害
| 地震名                 | 規模     | 震度 | 被害 |
| ---------------------- | -------- | ---- | --- |
| 1843年天保十勝沖地震   | M7.5~8.0 | 不明 | 釧路から根室にかけての広範囲で強い揺れを感じた。津波が北海道太平洋側千島列島に襲来し、厚岸で4~5mの津波を観測し45名が亡くなった。 |
| 1894年十勝沖地震       | M7.9     | 5    | 北海道から中部地方にかけての広範囲で揺れを観測した。津波の高さは厚岸で2m、大船渡で1.8m、国後島で0.9m~1.2mの津波を観測した。死者1名、負傷者6名。 |
| 1938年弟子屈地震       | M6.1     | 3    | 釧路市と根室市で震度3を観測した。死者1名。 |
| 1952年十勝沖地震       | M8.2     | 6    | 1952年3月4日午前10時22分に十勝沖を震源に発生した地震。M8.2。北海道の広い地域で震度6や震度5を観測し、津波の高さは厚岸で6.5m。死者28人行方不明者8人。十勝川の河口付近で大きく被害が集中した。 |
| 1959年弟子屈地震       | M6.3     | 4    | 弟子屈付近を震源とする地震が発生した。M6.3。釧路市で震度4。死者なし、津波なし。 |
| 1967年弟子屈地震       | M6.5     | 4    | 弟子屈沖を震源とする地震が発生した。M6.5。釧路市、網走市、北見市で震度4を観測し、死者なし負傷者2人津波なし。 |
| 1968年十勝沖地震       | M7.9     | 5    | 函館市、苫小牧市、浦河町、青森県青森市、八戸市、田名部町、岩手県盛岡市で震度5を観測。津波の高さは2.7m、死者・行方不明者52人。 |
| 1973年根室半島沖地震   | M7.4     | 5    | 釧路市、根室市で震度5を観測し、根室市花咲港で津波の高さ2.8m。死者・行方不明者なし。 |
| 1993年釧路沖地震       | M7.5     | 6    | 釧路沖を震源とする地震が発生した。M7.5。釧路市で震度6を観測し、津波なし、死者・行方不明者2人、負傷者966人の深発地震であった。 |
| 1994年北海道東方沖地震 | M8.2     | 6    | これは、正式に観測されて歴史に残っている千島海溝の地震では1952年十勝沖地震と同率で最も規模が大きい地震とされている。最大震度は6（釧路、厚岸）であり、北海道の根室市花咲港で173cmの津波を観測した。だが、地震発生直後に津波警報が発表されたため、北海道では被害が少なかった。釧路市での被害が最も多く、負傷者は437人、死者・行方不明者は2人であった。また、埋め立て地を中心に液状化現象も発生した。北方領土の島々にも被害が及び、地震による被害に加え津波も襲来し、死者・行方不明者合わせて11人となった。 |
| 2000年根室半島沖地震   | M7.2~7.4 | 4    | 根室市や釧路市などで震度4。海溝型地震ではなくスラブ内地震の可能性が高い。 |
| 2003年十勝沖地震       | M8.0     | 6弱  | 北海道の新冠町、静内町、浦河町などで震度6弱を観測し、北海道のえりも町で4mの津波を観測し、死者・行方不明者2人、負傷者数849人。 |
| 2004年根室半島沖地震   | M7.0~7.1 | 5強  | 釧路町、弟子屈町、別海町で震度5強を観測し、そのあとにマグニチュード6.8の余震が発生した。 |
| 2008年十勝沖地震       | M7.1     | 5弱  | 北海道の新冠町、北星町、新ひだか町などで震度5弱を観測し、津波の高さは浦河町で18cm、死者・行方不明者なし。 |

## 地震像・巨大地震の被害予測

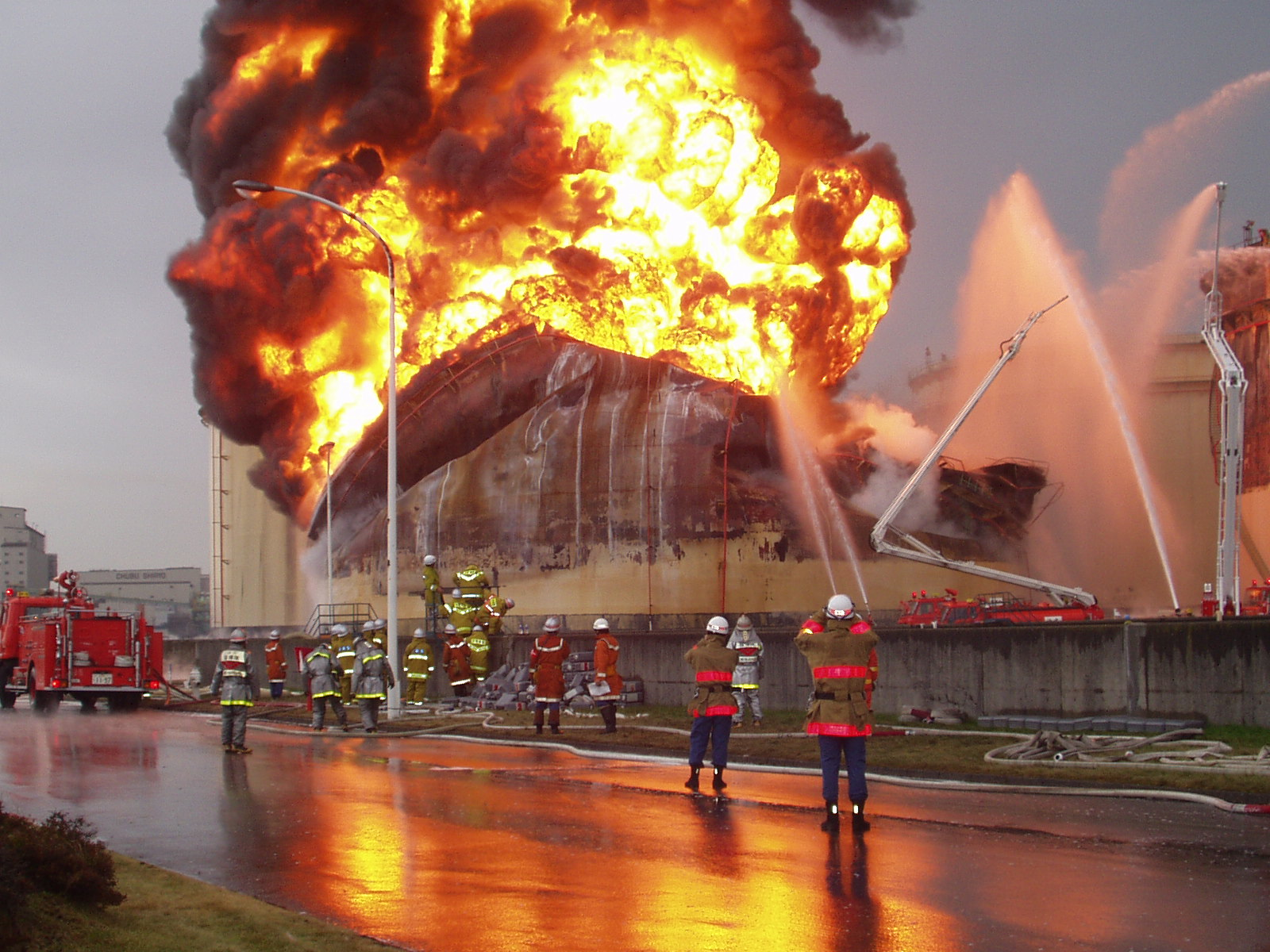
2003年の十勝沖地震の影響により苫小牧の石油タンクで火災が発生した。

千島海溝では約300～400年周期で超巨大地震が発生していて、津波堆積物調査によると、17世紀ごろに東日本大震災の津波級の津波堆積物が発見され、17世紀から約300年以上経っている21世紀現在で、巨大地震が発生する可能性があると気象庁が発表している。
千島海溝巨大地震は主に根室半島沖地震と十勝沖地震が連動することでマグニチュード9クラスの大地震となる可能性があると言われている。
最悪の想定でマグニチュードは9.3と予想されており、北海道の南東部の多くで震度7を観測するとも想定されている。地震が発生した場合（最悪想定）北海道の南東部（千島海溝沿岸部）で20m超の津波が予想されていて、釧路で20.7m、えりも町で27.9mと予測されている。死者数は最悪想定10万人以上（北海道で85000人、青森県で7500人、宮城県で4500人）といわれている。また、19万9000人とする想定もある。
また、多くの二次災害が発生するとも予想されており、北海道胆振東部地震の影響で起きた地滑りや、ブラックアウト（大規模停電）なども起きるとも予想されている、また、東北地方や北海道地方特有の寒さで、地震の影響で建物の倒壊によって暖かい場所が減少したり、津波にたとえ逃れたとしても、体が濡れたままなどの影響により、低体温症になる危険性のある人の数が増えるとも予想されている。（計2万2000人と予想されている。）また、地震による揺れや二次災害などにより多くの生産拠点が被害を受けるとも予想されている。実際に、北海道の千島海溝沿岸には西港臨海工業地帯等の多くの生産拠点があり、津波被害やライフラインの復旧などにかかる金額は約16兆7000億円と想定されている。北海道は多くの農産物も生産しているという点もあり、地震の影響により農産物の生産が難しくなるという影響で日本国内が食料不足に追い込まれる可能性もあるといわれている。

### 地形

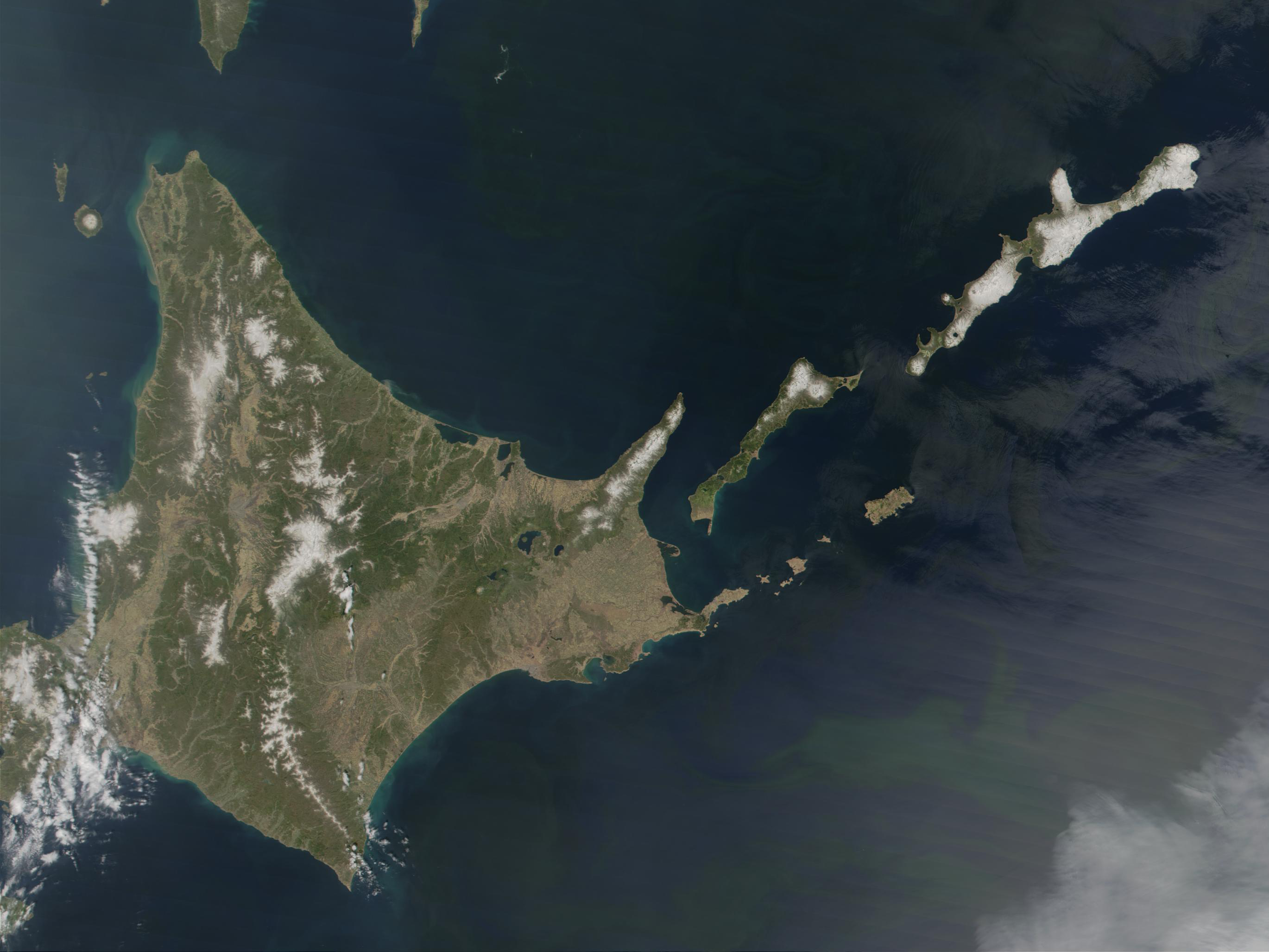
北海道の衛星写真。釧路市付近はリアス式海岸が多い

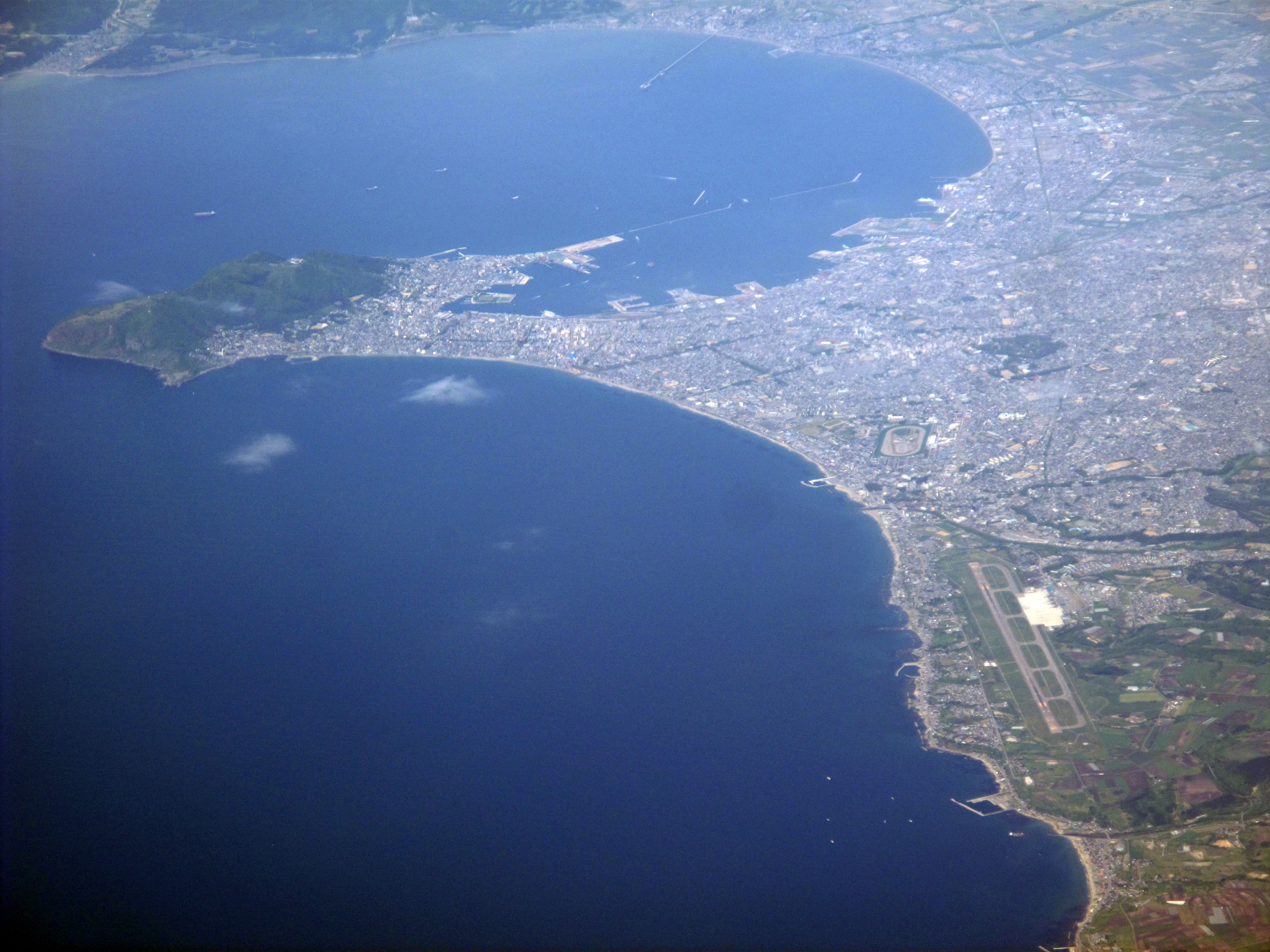
函館山（左側の島のような地形）と陸繋砂州（トンボロ）

#### 海岸の地形
千島海溝沖は基本的には砂浜海岸などの滑らかな海岸が十勝などで多く見られる。砂浜海岸で津波が迫ると津波は堤防等がない限り速度は変わらず止まることなく町を飲み込んでしまう可能性がある。

##### 北海道道東
釧路市付近ではリアス式海岸が多く見られ、リアス式海岸は津波の標高を高める性質があるため、北海道の主要都市のひとつである釧路市が津波に飲まれる可能性も少なくはない。
釧路町
津波で最大で5,700人が死亡するおそれがあるとする（人口約1万8,000人）。
釧路市
2024年（令和7年）9月現在、釧路市内には津波避難困難地域は津波避難タワー建設中の大楽毛地区を含めると7箇所存在する。

##### 北海道道央
苫小牧市
2025年（令和7年）2月7日に同市が千島海溝を震源とする巨大地震と津波による死傷者が約2万8千人に上るとの想定を公表した。

##### 北海道道南
函館市の湯の川温泉
2012年（平成23年）に北海道が発表した千島海溝でのL2地震津波による浸水想定によれば、湯の川温泉は松倉川河口部に位置するために4メートルから6メートル程度の浸水が考えられるとされた。
函館市の陸繋砂州（トンボロ）
函館山を陸繋島とし、山麓より千代台の台地縁（函館段丘）までの間には、長さ約3,000m、幅約600m（埋立地を除く）の規模の陸繋砂州（トンボロ）が形成されている。2011年（平成24年）の東日本大震災の際、函館朝市やウォーターフロントの観光施設や都市型ホテルの集中する地区を中心に0.1から1.2メートルの津波被害を受け、観光客が帰宅困難になった。翌2012年（平成23年）に北海道が発表した千島海溝でのL2地震津波による浸水想定によれば、観光施設以外にも函館駅や市役所本庁舎の都市機能をはじめ、路面電車やバスが集中する地区に4メートルから6メートル程度の浸水が考えられるとされた。
北斗市
北斗市によると2021年（令和3年）7月19日現在、本項の千島海溝モデルより日本海溝モデルのほうが大きな被害を受けるとしている。

#### 山の地形

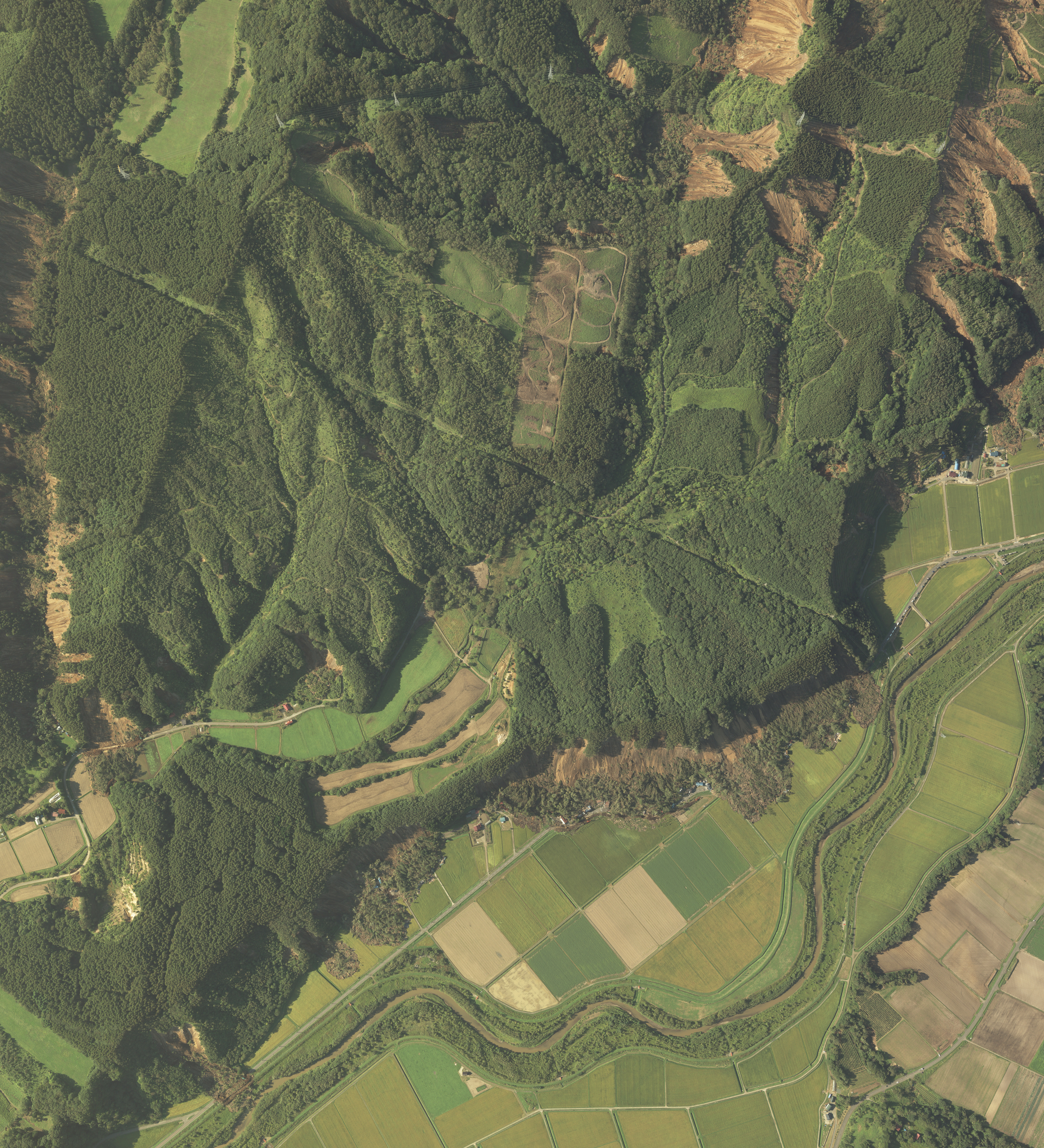
北海道胆振東部地震で発生した地滑りの様子。茶色いところが地滑りが発生した場所である。

北海道の南部には日高山脈という北海道の中央部に位置する日高造山運動によって形成された日高山脈や、白糠丘陵等が存在する。日高山脈や白糠丘陵等は北海道東方沖地震や釧路沖地震、十勝沖地震や北海道胆振東部地震などの影響で山が比較的弱くなっている可能性がある。山が弱くなっている状態では土砂災害（地滑り等）などが発生してしまう可能性がある。また、白糠丘陵付近が川が多く、川を土砂が流れを止めてしまったり、洪水を促進させてしまう可能性もある。また、白糠丘陵や日高山脈付近には帯広や釧路などの北海道の主要都市が複数存在しており、甚大な被害が出る可能性もある。また、北海道の日高山脈付近等の山では火山砕屑物や火砕流で覆われた山がいくつかあり、火山砕屑物などは通気性や保水性がよく、水を含みやすいため崩れてしまう習性をもっているため、土砂災害が発生する可能性も懸念されている。

### 原子力施設
北海道
日本海側の後志総合振興局管内古宇郡泊村に原子力発電所「北海道電力泊発電所」がある。千島海溝で起きた地震の影響ではないが、2018年（平成30年）に北海道胆振東部地震の発生で道内全域が停電したことを受け外部電源を喪失し、非常用電源に切り替えて難を逃れた。
青森県
下北郡大間町では原子力発電所「電源開発大間原子力発電所」が建設中である。同県は2018年（平成30年）にオフサイトセンター（正式名：緊急事態応急対策拠点施設）の候補地としてむつ市の旧・大畑高校跡を決定していたものの、その後の日本海溝・千島海溝沿いの地震による津波想定で周辺の国道279号などが浸水し関係者が辿り着けない問題が浮上、2023年（令和5年）8月29日に宮下宗一郎青森県知事が建設地を見直す考えを表明した。
東通村には「東北電力東通原子力発電所」があり津波対策が課題になっている。津波対策の目安となる「基準津波」を12.1メートルをクリア（13メートル）しているものの、東北電力は2025年（令和7年）2月にさらに5メートルかさ上げしてさらに安全性を高める検討をすると発表した。
上北郡六ヶ所村には使用済み核燃料の再処理工場「日本原燃六ヶ所再処理工場」があるため、津波や地震によってこれらの施設で事故が起きた場合の住民の避難ルートをいかに確保するかが大きな課題となっている。

## 減災への取り組み
気象庁では、防災の一つとして、2022年（令和4年）12月16日から「北海道・三陸沖後発地震注意情報」の運用を開始したりと、減災に対する取り組みを始めた。国は避難意識の改善や津波避難施設の確保などの対策をとれば、犠牲者の数を8割減らすことができると推計し、さらなる対策を自治体や住民、企業などに求めた。
また、中央防災会議では被害を減らすためには、一人一人の津波からの避難の意識を向上させるなどの取り組みが必要であるとされている。
しかし、2025年4月の北海道新聞は、国の南海トラフ巨大地震優先なのか、千島海溝沿いのプレートの動きを把握する地殻変動観測機器の設置が遅れており、観測空白地帯になっていると指摘している（南海トラフと日本海溝は64ヶ所の一方、千島海溝は2ヶ所）。

### 国
長万部町
北海道新幹線長万部駅は、旧・長万部機関区跡に地平駅として建設されることになっていたが、市街地分断を懸念する北海道と長万部町から高架化の要望が出され、2017年（平成29年）6月に高さ14mの高架駅に計画が変更された。結果、駅施設を災害発生時の避難場所としても活用できる見込みになった。

### 地方自治体

#### 北海道道東
浜中町
2021年（令和3年）1月に津波対策で同町役場を高台に移転させた
釧路町
セチリ太地域に津波避難タワー4基の建設を計画し、このうち2基が2025年（令和7年）1月に完成
釧路市
2026年度（令和8年度）を目標に一部が「避難困難地域」になっている釧路市大楽毛地区に津波避難タワーを完成させるとしている。900人収容。

#### 北海道道央
室蘭市
2024年（令和6年）12月20日にJR北海道などが、JR貨物の東室蘭駅付近の線路など3ヶ所を災害時に線路を横断することを可能とする見解をだした。同市は具体的な準備を進めていく方向。
登別市
2024年（令和6年）12月20日にJR北海道などが、登別市立若草小学校付近の線路など2ヶ所災害時に線路を横断することを可能とする見解をだした。同市は具体的な準備を進めていく方向。

#### 北海道道南
長万部町
北海道新幹線札幌駅延伸にあわせて、長万部駅や市街地に噴火湾から津波が押し寄せてきた際の避難路などとして市街地を分断していた駅と線路をまたぐ自由通路を設けることにした。
北斗市
2024年（令和6年）に隣町の内陸部にある亀田郡七飯町の避難所が、北斗市の津波避難民を受け入れるとする覚書を結んだ。同市の避難所の半数以上が浸水区域にあることなどが理由。防寒の課題があるものの2022年（令和4年）3月現在、高規格道路を利用した津波避難タワー等を8箇所設けている（函館江差自動車道）。

### その他
NHK
2014年（平成26年）にNHK函館放送局（函館市千歳町）は津波対策として同市内陸の亀田支所管内（旧・亀田市）にあるNHK亀田ラジオ放送所敷地内に新たに中継設備などを備える「亀田報道拠点」を建設した。